# هنري الكسندر ديفيدسون
هنري الكسندر ديفيدسون (بالإنجليزية: Henry Alexander Davidson) هو طبيب نفسي أمريكي، ولد في 27 مايو 1905 في نيوآرك في الولايات المتحدة، وتوفي في 23 أغسطس 1973 في إيست أورانج في الولايات المتحدة بسبب خثار.